# Moartea unui ciclist
Moartea unui ciclist (titlul original: în spaniolă Muerte de un ciclista)  este un film dramatic spaniol,  realizat în 1955 de regizorul Juan Antonio Bardem, protagoniști fiind actorii Lucia Bosè, Alberto Closas, Otello Toso. 

## Conținut
Subiectul filmului tratează soarta unui cuplu, mai exact sfârșitul acestei legături. Maria este soția bogatului industriaș Castro. Juan, este un tânăr profesor universitar care a fost cândva logodnicul Mariei. Amândoi întorcându-se cu mașina Mariei dintr-o escapadă, din neatenție aceasta lovește grav un ciclist. Pentru că se tem că aventura lor ar putea deveni cunoscută, fug de la locul accidentului. Juan află a doua zi din ziar că victima a murit din cauza rănilor sale.
Distras de știre, Juan este răspunzător pentru eșecul la examen al studentei Matilde. În timp ce studenții protestează cerând înlăturarea lui Juan, iar María este șantajată de parvenitul Rafa, care suspectează o legătură între ea, Juan și accident, sentimentul de vinovăție începe să-l chinuie pe Juan. Fără să se identifice, merge la blocul din cartierul muncitoresc în care locuia biciclistul ucis ca să vorbească cu soția acestuia, apoi încearcă să se împace cu Matilde. 
Maria și Juan merg cu mașina la locul accidentului. Juan încearcă să o convingă pe María ca împreună cu el să mărturisească poliției ce s-a întâmplat. După explicația furtunoasă, Maria se preface că acceptă, dar urcâd la volan, îl ucide pe Juan, bușindu-l cu mașina. De teamă să rateze avionul pe care trebuie să-l ia pentru a-și însoți soțul în străinătate, conduce cu viteză mare, încearcă pe un pod să evite un biciclist pe care îl zărește în ultima clipă și devine ea însăși victima unui accident rutier.

## Distribuție
- Lucia Bosè – María José de Castro
- Alberto Closas – Juan Fernandez Soler
- Bruna Corrà – Matilde Luque
- Carlos Casaravilla – Rafael „Rafa“ Sandoval
- Otello Toso – Miguel Castro
- Alicia Romay – Carmina
- Julia Delgado Caro – Doña Maria
- Matilde Muñoz Sampedro – vecina ciclistului mort
- Mercedes Albert – Cristina
- José Sepúlveda – comisarul
- José Prada – decanul
- Fernando Sancho – sergentul de circulație
- Manuel Alexandre – ciclistul
- Jacinto San Emeterio – Joaquín
- Manuel Arbó – părintele Iturriozés
- Emilio Alonso – Jorge
- Margarita Espinosa – Encarna
- Rufino Inglés – Nico
- Antonio Casas – Entrenador
- Manuel Guitián – preotul confesor
- Elisa Méndez – Jacinta
- José María Rodríguez – Ventero
- Carmen Castellanos – Laura
- José María Gavilán – secretarul
- José Navarro – chelnerul
- Gracia Montes – cântăreața de fado

## Aprecieri
„ Pe parcursul intrigii polițiste, Bardem semnalează mizeria socială, favoritismul politic, revolta studențimii, storcând din conflictul intim un potențial conținut critic subversiv. ”—T. Caranfil , Dicționar universal de filme 

## Premii
- 1955 Premiul FIPRESCI pentru Juan Antonio Bardem în cadrul Festivalului de la Cannes din 1955